# Ståle Sandbech
Ståle Sandbech (n. 3 iunie 1993, Comuna Bærum, Akershus, Norvegia) este un sportiv ce a reprezentat Norvegia, medaliat olimpic. A participat la 2 ediții ale Jocurilor Olimpice (2010, 2014) în care a câștigat o medalie de argint.